# Agomélatine
L’agomélatine (commercialisée sous les noms de Valdoxan, Melitor et Thymanax) est un antidépresseur mélatoninergique. 

Elle est utilisée dans le traitement des états dépressifs chez l'adulte.

## Historique
L'agomélatine a été développée par les Laboratoires Servier dans les années 1990 et 2000. Le brevet a été déposé en 1990.

Les Laboratoires Servier déposent une première demande d'AMM en mars 2005. En novembre 2006, le Comité européen des médicaments à usage humain juge que l'efficacité n'a pas été suffisamment démontrée à travers les essais cliniques ; en revanche, il n'émet aucune réserve sur les potentiels effets secondaires qu'il juge gérables. En septembre 2007, Servier soumet un nouveau dossier, auquel ont été incluses de nouvelles études. Le produit obtient son AMM en février 2009, et est progressivement commercialisé dans les pays de l'Union européenne et dans le reste du monde.
En mars 2006, Novartis acquiert les droits pour développer et commercialiser le produit aux États-Unis, mais abandonne le développement pour ce marché en octobre 2011.
Depuis 2009, l'agomélatine fait l'objet d'un plan européen de gestion des risques et d'une surveillance renforcée par les agences du médicament.
Le 26 septembre 2014, à la suite d'une réévaluation de routine, l'agence européenne du médicament (EMA) a confirmé le rapport bénéfice-risque positif du médicament, tout en renforçant les mesures du suivi hépatique.

## Mécanisme d'action
L’agomélatine agit en agoniste des récepteurs mélatoninergiques 1 et 2, et en antagoniste des récepteurs de sérotonine 2C. Elle n’a pas d’effet sur la recapture de monoamine et aucune affinité pour les récepteurs adrénergiques alpha et bêta, histaminergiques, cholinergiques, dopaminergiques et de benzodiazépines.

L'agomélatine resynchronise les rythmes circadiens (l'horloge biologique liée au jour et la nuit) par son action sur les récepteurs à la mélatonine et les récepteurs 5-HT2C. Elle augmente les taux de noradrénaline et de dopamine dans le cortex frontal, sans affecter les taux de sérotonine. Le produit a montré son efficacité dans différents modèles de dépression.

## Clinique
Le programme de développement clinique a inclus 7900 patients.
Parmi les 10 études conduites par rapport à un placebo, chez des patients souffrant d’épisodes dépressifs majeurs, six ont démontré une évolution positive de la dépression, déterminée par le score HAM-D17  (une échelle qui permet d’évaluer l’état dépressif sur 17 paramètres). Chez les patients au stade dépressif plus sévère (HAM-D initial supérieur ou égal à 25), l’efficacité de l’agomélatine a été démontrée dans toutes les études par rapport à un placebo.
L’efficacité de l'agomélatine a également été recherchée par rapport à des traitements existants : 6 études sur les 7 diligentées ont montré une efficacité significative de l'agomélatine. Parmi elles, 2 études étaient des études de supériorité et 4 des études de non-infériorité par rapport à la sertraline, l’escitalopram, la fluoxetine, la venlafaxine et la duloxetine.
L'agomélatine semble également efficace pour prévenir les rechutes : celles-ci étaient moins nombreuses (22 %) chez les patients traités, que chez ceux sous placebo (47 %) sur six mois de suivi.
Cette molécule agit sur le sommeil en raccourcissant le délai d’endormissement, en allongeant la période de sommeil profond. Ces observations sont corrélées avec le retour des patients qui confirment une amélioration de leur sommeil dès la première semaine de traitement.
L'agomélatine a moins d'effets sur la sexualité que les inhibiteurs de recapture de la sérotonine et n'entraîne pas de phénomène de manque (pas de phénomène de sevrage, et possibilité d'arrêt n'importe quand), ni de prise de poids.

## Indications
L'agomélatine est utilisée dans le traitement des états dépressifs (dépression) chez l'adulte.

Un dosage des transaminases est nécessaire avant la mise en route du traitement et au cours du traitement.

Elle n'a pas été testée sur les enfants et les adolescents, raison pour laquelle elle ne peut pas leur être prescrite. De même, elle n'a pas été suffisamment testée sur les personnes âgées, et les médecins sont invités à être prudents avant de la prescrire aux patients de plus de 65 ans.

## Effets secondaires

### Suivi hépatique
Un suivi hépatique régulier est nécessaire afin de détecter au plus tôt une éventuelle hausse des enzymes ALAT et ASAT, qui pourrait dégénérer en hépatite. 
Le 12 octobre 2012, les laboratoires Servier envoient d'ailleurs aux médecins et pharmaciens une lettre d'information rappelant l'importance de ce suivi hépatique,. En concertation avec l’Agence européenne des médicaments, les modalités de suivi des patients traités par Valdoxan ont été modifiées : le médecin doit désormais prescrire des examens sanguins afin de vérifier le bon fonctionnement du foie au début, puis périodiquement pendant le traitement. Sur la base de cette évaluation, il décidera si le traitement par Valdoxan doit être interrompu ou pas. Cette information a ensuite été diffusée sur le site de l'ANSM à partir du 18 octobre 2012.
Depuis la dernière réévaluation du médicament par les autorités européennes, le CHMP a demandé le renforcement des modalités de prescription de ce médicament :
- un premier bilan hépatique doit être effectué avant l'instauration du traitement ;
- des bilans supplémentaires doivent ensuite être effectués à 3, 6, 12 et 24 semaines ;
- toute augmentation de plus de trois fois des transaminases doit conduire à l'arrêt du traitement ;
- les patients doivent être sensibilisés sur la survenue de symptômes pouvant laisser entendre une atteinte hépatique, et doivent alors arrêter le traitement et consulter un médecin.

### Autres effets secondaires
Effets les plus fréquents (1 à 10 % des patients)
- Hyperhidrose
- Douleur abdominale
- Nausée
- Vomissement
- Diarrhée
- Constipation
- Douleurs au dos
- Fatigue
- Élévation des taux d’enzymes hépatiques
- Vertiges
- Somnolence
- Insomnie
- Migraine
- Anxiété

Effets peu fréquents (moins de 1 % des patients)
- Parasthésie
- Vision floue
- Eczéma
- Prurit
- Urticaire
- Agitation
- Irritabilité
- Agitation psychomotrice
- Agressivité
- Cauchemars
- Rêves vifs

Effets rares
- Hépatites, insuffisances hépatiques et jaunisse
- Manie et hypomanies
- Pensées et comportements suicidaires
- Hallucinations
- Rash
- Œdème facial et angioedème
- Variation du poids

Ce médicament ne doit pas être utilisé :
- Chez les patients souffrant d'insuffisance hépatique, car le produit est métabolisé par le foie ;
- En même temps que des inhibiteurs du cytochrome P450 1A2, comme la fluvoxamine ou la ciprofloxacine.
- En cas de conduite, cyclomoteur, tous types de transports, aériens compris.

Dans les premières semaines de traitement, l'activation des récepteurs mélatoninergiques peut entraîner des troubles (somnolence, insomnie, fatigue) qui s'estompent progressivement.

## Opinions d'experts
Les avis sur le Valdoxan divergent au sein de la communauté médicale, le consensus étant qu’il s’agit d’un produit à réserver à certains patients, en seconde intention ou pour les patients souffrant de troubles du sommeil.
La principale critique qui était formulée, y compris par les autorités, est que Servier n’a pas publié tous les essais cliniques. En 2013, pour la revue Prescrire, les bénéfices n’ont pas été démontrés et « la balance bénéfices-risques de l'agomélatine est nettement défavorable ».
Cependant, une analyse publiée en mars 2014, prenant en compte ces essais non-publiés, confirme l’efficacité de l'agomélatine.
Lors de la dernière réévaluation de ce médicament, le 26 septembre 2014, les autorités de santé européennes ont réaffirmé le rapport bénéfice / risque positif de l'agomélatine.
En février 2015, la revue Prescrire a fait figurer l'agomélatine dans sa liste des 71 médicaments à écarter, avis qu'elle confirme en 2022, évoquant une efficacité non supérieure au placebo et des « risques d’hépatites et de pancréatites, de suicides et d’agressions, d’atteintes cutanées graves (dont des syndromes de Stevens-Johnson) ».